# Coturnix
Coturnix es un género de aves galliformes perteneciente a la familia Phasianidae conocidas vulgarmente como codornices.

## Especies
Se reconocen nueve especies de Coturnix que han vivido hasta épocas recientes:
- Coturnix japonica
- Coturnix coturnix
- Coturnix delegorguei
- Coturnix coromandelica
- Coturnix pectoralis
- Coturnix novaezelandiae †
- Coturnix ypsilophora
- Coturnix chinensis
- Coturnix adansonii

Por otro lado, se conocen otras cuatro especies extintas en tiempos históricos (aunque en fecha no determinada) que habitaban varios archipiélagos de la Macaronesia:
- Coturnix gomerae †
- Coturnix lignorum †
- Coturnix alabrevis †
- Coturnix centensis †